# Franz Lindt
Franz Lindt (1844 - 1901), was een Zwitsers politicus.
Franz Lindt werd in 1895 tot stadspresident van Bern (burgemeester) gekozen. Hij bleef stadspresident tot 1899.